# Vreoci
Vreoci (en serbe cyrillique : Вреоци) est une localité de Serbie située dans la municipalité de Lazarevac et sur le territoire de la ville de Belgrade. Au recensement de 2011, elle comptait 2 559 habitants.

## Géographie

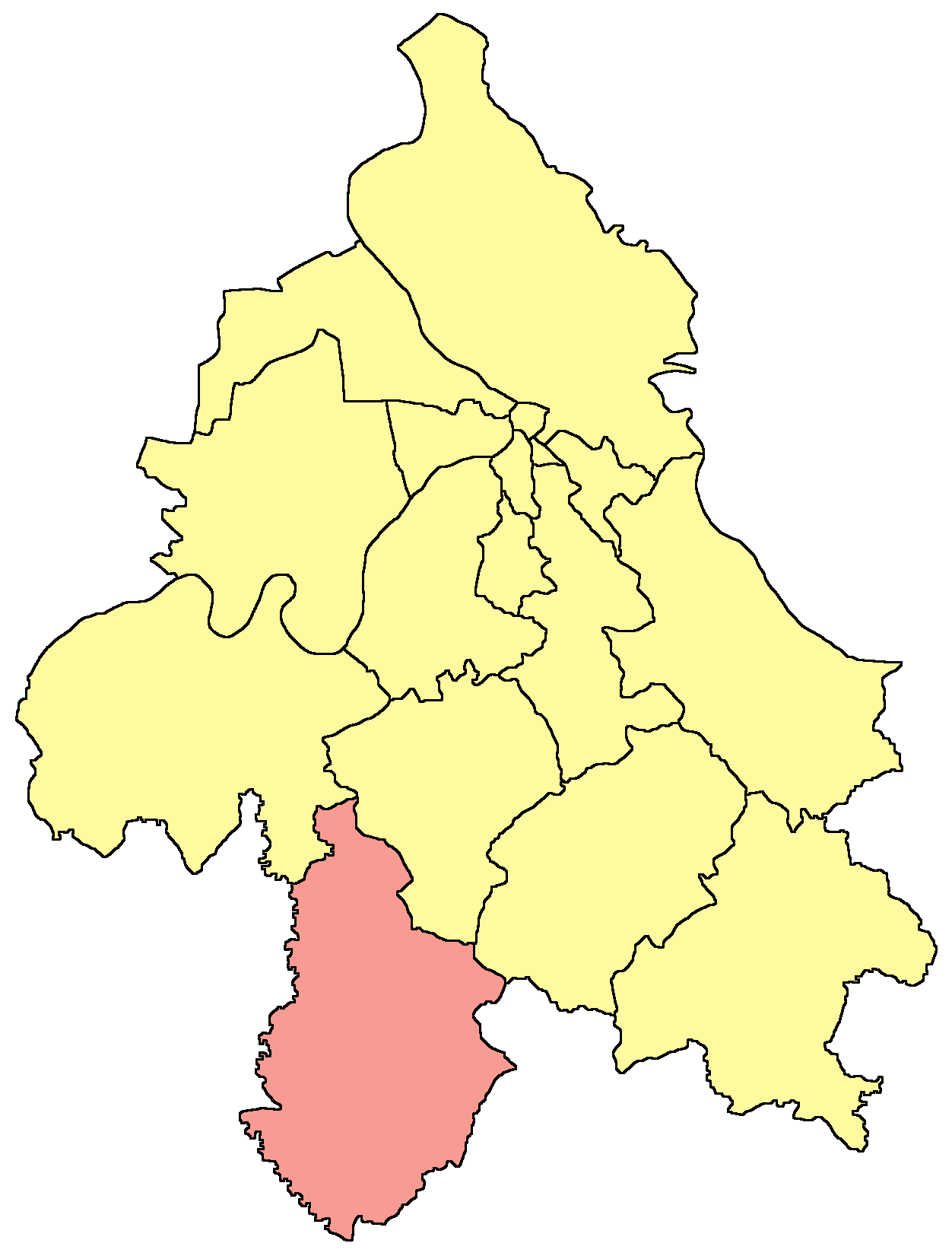
Localisation de la municipalité de Lazarevac dans la Ville de Belgrade

Vreoci, officiellement classé parmi les villages de Serbie, se trouve au nord de Lazarevac.

## Histoire
Pendant la période autrichienne (1718-1739), le village est mentionné sous le nom de Vreozij. En 1818, il comptait 84 foyers et faisait partie du domaine du prince Gošnjić ; en 1822, il comptait 97 foyers et dépendait du domaine du prince Stanoević. Selon le recensement de 1921, il comptait 276 foyers et 1 406 habitants.

## Démographie

### Évolution historique de la population
| 1948  | 1953  | 1961  | 1971  | 1981  | 1991  | 2002  | 2011  |
| ----- | ----- | ----- | ----- | ----- | ----- | ----- | ----- |
| 2 447 | 2 855 | 3 354 | 3 174 | 3 303 | 3 385 | 3 210 | 2 559 |

|  |

### Données de 2002
Pyramide des âges (2002)
En 2002, l'âge moyen de la population était de 38,4 ans pour les hommes et 40,5 ans pour les femmes.
Répartition de la population par nationalités (2002)
En 2002, les Serbes représentaient 98,38 % de la population.

### Données de 2011
En 2011, l'âge moyen de la population était de 42,1 ans, 41,4 ans pour les hommes et 42,8 ans pour les femmes.

## Éducation
Vreoci possède une école élémentaire, l'école Diša Đurđević, qui dispose d'une antenne à Medoševac.

## Économie
Vreoci se trouve sur un gisement de charbon et de lignite exploité par la société minière Kolubara ; la mine à ciel ouvert Polje D se trouve à la lisière du village, ainsi que les sites de Polje D et de Tamnava-istok ; une extension est prévue avec l'ouverture de trois autres mines : Polje E, Polje F et Polje G[réf. nécessaire].

## Tourisme
La maison de la famille Miletić, à Vreoci, construite au milieu du XIXe siècle est inscrite sur la liste des monuments culturels protégés de la république de Serbie et sur la liste des biens culturels de la Ville de Belgrade

## Transports
La ligne 4 du réseau express régional Beovoz, qui mène de Pančevo (au nord) à Valjevo (au sud), en passant par le centre de Belgrade, dessert la gare de Vreoci.